# Aguas Calientes (volcan)
Ne doit pas être confondu avec Aguascalientes.
Pour les articles homonymes, voir Aguas Calientes.
L'Aguas Calientes ou le cerro Aguas Calientes (appelé localement le Simbad) est un volcan du Chili.

## Géographie
Il s'agit d'un stratovolcan andin de forme conique situé dans la région d'Antofagasta, au Chili, à cinq kilomètres à l'est du Láscar et au nord de la Laguna Lejía. D'autres volcans se trouvent non loin comme l'Acamarachi et le Chiliques.
Le sommet, qui culmine à 5 924 mètres d'altitude, est occupé par un petit lac de cratère qui compte parmi les lacs les plus élevés du monde. Les eaux du lac apparaissent rouges du fait de la présence d'une importante population de microorganismes.